# Tarazona y el Moncayo
Pour les articles homonymes, voir Tarazona (homonymie).
La comarque de Tarazona y el Moncayo est une région aragonaise dans la Province de Saragosse, communauté autonome d'Aragon.

## Communes
Alcalá de Moncayo, Añón de Moncayo, El Buste, Los Fayos, Grisel, Litago, Lituénigo, Malón, Novallas, San Martín de la Virgen de Moncayo, Santa Cruz de Moncayo, Tarazona, Torrellas, Trasmoz, Vera de Moncayo, Vierlas